# Vermin Supreme
Vermin Love Supreme (ur. 1961 w Rockport) – amerykański performer, satyryk i aktywista, niezależny kandydat w wielu lokalnych, stanowych i prezydenckich wyborach w Stanach Zjednoczonych. Jego atrybutami są: kapelusz w kształcie buta, noszony na głowie i trzymana w rękach dużych rozmiarów szczotka do zębów. Supreme otwarcie deklaruje prześmiewczy charakter swojej działalności.
Od 1987 startuje w wyborach jako kandydat niezależny. W 1988 ubiegał się o stanowisko burmistrza Baltimore, ale przegrał z Kurtem Schmoke. W tym samym roku startował w wyborach na burmistrza Detroit. W 2004 wystartował w prawyborach prezydenckich Partii Demokratycznej w Waszyngtonie.
W 2012 ubiegał się o nominację Partii Demokratycznej w wyborach na urząd prezydenta Stanów Zjednoczonych. Brał udział w prawyborach w New Hampshire i w Iowa. Był wśród protestujących przed szczytem NATO w Chicago w dniach 20–21 maja tego samego roku. 5 października 2012 wystąpił w autorskim programie Petera Schiffa, w którym debatował z innymi marginalnymi kandydatami, m.in. Jimmym McMillanem.
W maju 2014 zapowiedział, że będzie kandydował na urząd prezydenta USA w 2016. Polityk odwiedził 20 miast w celu zbudowania poparcia i wyraził intencję starania się o finansowanie kampanii przez Federalną Komisję Wyborczą.
Cytowany w mediach z powodu kontrowersyjnych, wielokroć absurdalnych poglądów, polityk zadeklarował, że jeżeli zostanie prezydentem Stanów Zjednoczonych, wprowadzi prawo nakładające na obywateli amerykańskich obowiązek regularnego mycia zębów. Podczas kampanii prezydenckiej w 2012 przestrzegał przed apokalipsą zombie, a także postulował zwiększone wsparcie dla badań dotyczących podróżowania w czasie. Obiecał również, że każdy Amerykanin pod jego rządami otrzyma darmowego kucyka.